# Martin Coiteux
Pour les articles homonymes, voir Coiteux.
Martin Coiteux, né le 5 février 1962 à Sorel, est un professeur, économiste et homme politique québécois.
Il est élu député libéral de la circonscription électorale provinciale de Nelligan dans la région de Montréal, à l'élection générale du 7 avril 2014. Il est ministre des Affaires municipales et de l'Occupation du territoire, ministre de la Sécurité publique, et ministre responsable de la région de Montréal jusqu'en octobre 2018.

## Biographie
Martin Coiteux obtient un baccalauréat en sciences économiques de l’Université de Sherbrooke en 1985, une maîtrise en sciences économiques de l'Université Queen's en 1986 ainsi qu'un doctorat en économie internationale de l'Institut universitaire de hautes études internationales de Genève en 1991.
Il est professeur adjoint puis agrégé à HEC Montréal pendant presque 20 ans (1993-2012), représentant principal à la Banque du Canada pour la région du Québec de 2012 à 2014 ainsi que partenaire universitaire pendant 18 ans de « Étude économique conseil », un bureau d’étude dans le domaine de l'économie appliquée et de la consultation managériale. Son domaine d'enseignement avant son entrée en politique était la gestion internationale et les enjeux liés à la mondialisation de l'économie.
En 2019, il devient économiste en chef à la Caisse de dépôt et placement du Québec, puis responsable de l'analyse économique et de la stratégie globale en 2020.